# Open di Francia 2019 - Quad singolare
Questa è la prima edizione del torneo Quad singolare all'Open di Francia.
Dylan Alcott ha conquistato il titolo battendo in finale David Wagner con il punteggio di 6–2, 4–6, 6–2.

## Teste di serie
1. Dylan Alcott (campione)

1. David Wagner (finale)

## Tabellone

### Legenda
| - Q = Qualificato - WC = Wild card - LL = Lucky loser | - ALT = Alternate - SE = Special Exempt - PR = Protected Ranking | - w/o = Walkover - r = Ritirato - d = Squalificato |

### Fase finale
|  | Semifinali | Semifinali    | Semifinali    | Semifinali | Semifinali |  |  | Finale          | Finale        | Finale | Finale | Finale |  |
|  |            |               |               |            |            |  |  |                 |               |        |        |        |  |
|  | 1          | Dylan Alcott  | Dylan Alcott  | 6          | 6          |  |  |                 |               |        |        |        |  |
|  | WC         | Ymanitu Silva | Ymanitu Silva | 1          | 2          |  |  | Dylan Alcott    | Dylan Alcott  | 6      | 4      | 6      |  |
|  |            | Koji Sugeno   | Koji Sugeno   | 4          | 0          |  |  | David Wagner    | David Wagner  | 2      | 6      | 2      |  |
|  | 2          | David Wagner  | David Wagner  | 6          | 6          |  |  |                 |               |        |        |        |  |
|  |            |               |               |            |            |  |  |                 |               |        |        |        |  |
|  |            |               |               |            |            |  |  | Finale 3º posto |               |        |        |        |  |
|  |            |               |               |            |            |  |  |                 |               |        |        |        |  |
|  |            |               |               |            |            |  |  | Ymanitu Silva   | Ymanitu Silva | 6      | 4      | 2      |  |
|  |            |               |               |            |            |  |  | Koji Sugeno     | Koji Sugeno   | 3      | 6      | 6      |  |